# 汤刑
湯刑是商朝法律總稱，名字來源於商朝的創建者湯。

## 具體條文未知
湯刑的具體條文內容已無法考證。而這是有原因的，根據《左傳·昭公六年》記載：“商有亂政，而作湯刑”，可知它是因為國內有亂政（主要是平民反抗）而作。但《竹書紀年》說：“祖甲二十四年，重作湯刑”，可見湯刑雖然制定出來，但没有公布具體細則。據唐代後人孔穎達所作之註釋《春秋正義》而論：「刑不可知，威不可測，則民畏上也。今製法以定之，勒鼎以示之，民知在上者不敢越法以罪己，又不能曲法以施恩，則權柄移於法，故民不畏上。」推測制訂者是為了讓法律達到寒蟬效應令民眾恐懼順服，而刻意不公佈具體條文。